# Alieu Njie (Beamter)
Alieu Njie (* 20. Jahrhundert) ist ein gambischer Beamter und Politiker.

## Leben
Njie war zuvor als Staatssekretär im Ministerium für Umwelt, Klimawandel und natürliche Ressourcen (MECCNAR) tätig und wurde dann Ende Januar 2023 als Kabinettssekretär berufen.
Präsident Adama Barrow hat Kabinettssekretär Njie mit Wirkung vom 15. November 2024 zum neuen Kabinettssekretär und Generalsekretär und Leiter des öffentlichen Dienstes (englisch Secretary General and Head of the Civil Service) ernannt. Er ersetzt Salimata E. Touray, die seit Oktober 2024 im Ruhestand ist. Die Funktionen des Kabinettssekretär und Generalsekretär und Leiter des öffentlichen Dienstes wurden mit dieser Neubesetzung zusammengefasst. Auch wenn diese Funktion kein Ministeramt ist, ist sie Teil des Kabinetts.